# Rhumspringe
Rhumspringe est une municipalité allemande du land de Basse-Saxe et l'arrondissement de Göttingen.